# Xeno-canto
xeno-canto는 시민과학 프로젝트이자 저장소로, 자원봉사자들이 새소리뿐만 아니라 메뚜기목 및 박쥐의 소리도 녹음하고 업로드하며 주석을 다는 플랫폼이다. 2005년 시작된 이후, 전 세계 10,000종 이상의 생물로부터 575,000개 이상의 소리 녹음을 수집하여 세계에서 가장 큰 새 소리 컬렉션 중 하나가 되었다. 모든 녹음은 크리에이티브 커먼즈 라이선스 중 하나로 공개되며, 일부는 오픈 라이선스로 제공된다. 웹사이트의 각 녹음에는 스펙트로그램과 함께 지도상에 위치 데이터가 제공되어 지리적 변이를 확인할 수 있다.
Xeno-canto의 데이터는 수천 편의 과학 논문에서 재사용되었다. 또한 2014년부터 매년 개최되는 자동 조류 소리 인식 챌린지("BirdCLEF")의 주요 데이터 출처로 활용되고 있으며, 이 챌린지는 Conference and Labs of the Evaluation Forum의 일환으로 진행된다.
이 웹사이트는 전 세계적으로 많은 학술 및 탐조 기관의 지원을 받고 있으며 주요 지원은 네덜란드에서 받는다.